# 皮德利斯涅 (特羅斯佳涅齊區)
48°33′1″N 28°58′42″E / 48.55028°N 28.97833°E
皮德利斯涅（烏克蘭語：Підлісне），是烏克蘭的村落，位於該國西南部文尼察州，由海辛區負責管轄，始建於1926年，面積0.77平方公里，海拔高度224米，2001年人口280，人口密度每平方公里363.64人。